# Martha Scott
Martha Scott (Martha Ellen Scott: Jamesport, Misuri, 22 de septiembre de 1912-Van Nuys, California, 28 de mayo de 2003) fue una actriz estadounidense.

## Biografía
Se interesó por la actuación en la escuela secundaria, donde obtuvo un grado universitario de bachiller en 1934, antes de conseguir su deseo de actuar. Actuó junto con el Globe Theatre Troupe en una obra corta de Shakespeare en el Century of Progress World's Fair de Chicago, Illinois, entre 1933 y 1934.

### Cine
Scott accidentalmente viajó a la ciudad de Nueva York, donde realizó una audición para el papel de Emily Webb en la producción de Broadway Our Town del ganador del Premio Pulitzer Thornton Wilder. Debutó en 1938 con esta producción obteniendo una nominación a los Academy Award como mejor actriz debido a su aclamada interpretación. Scott fue coprotagonista con William Holden, quien actuó en el papel de George Gibbs.
Martha nunca logró obtener nuevamente un éxito de esta magnitud, aun cuando apareció en películas como The Howards of Virginia, The Desperate Hours, The Ten Commandments, Ben-Hur, Airport 1975 y The Turning Point. Scott trabajó en tres ocasiones con el actor Charlton Heston, en The Ten Commandments (1956) y Ben-Hur (1959), en ambos interpretó el papel de la madre de Heston y Airport 1975, donde interpretó el papel de la hermana Beatrice, siendo Heston el capitán de la aeronave, Alan Murdock. 
En 1968 Marta Scott, Henry Fonda y Robert Ryan formaron una compañía de producción teatral llamada The Plumstead Playhouse. Posteriormente, formó la Plumstead Theatre Company y se mudaron a Los Ángeles, California. Esta compañía produjo importantes películas como First Monday in October, con Walter Matthau y Jane Alexander entre otros, siendo Scott coproductora de los mismos.
Su última producción, Twelve Angry Men, fue representada por Henry Fonda en el Teatro de Hollywood, California.

### Televisión

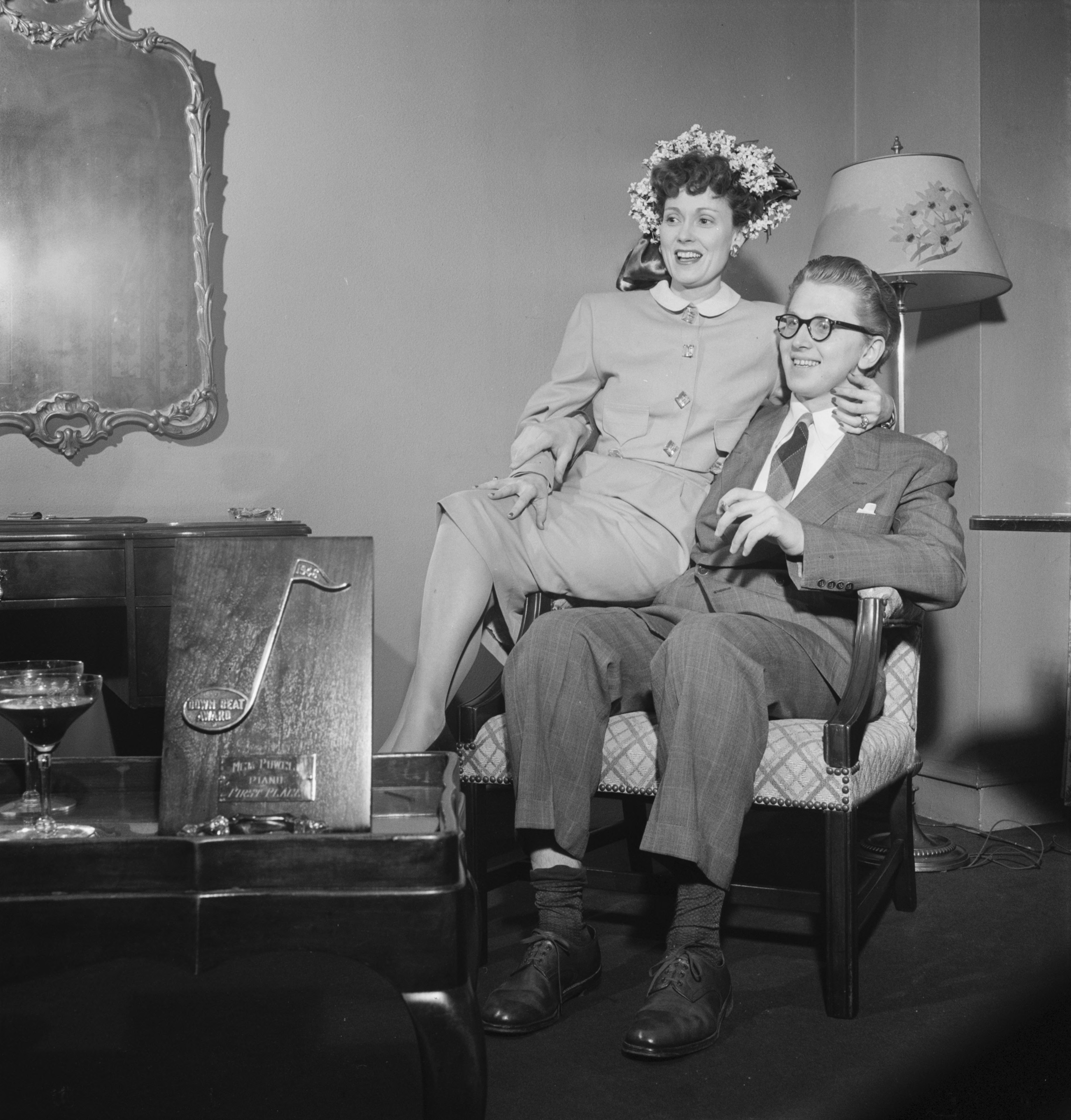
Con su esposo Mel Powell en 1947.

En el mundo de la televisión Martha también destacó en series regulares como Modern Romances (1954-1958) como anfitriona y narradora. Quizás su personaje más conocido fue en The Bob Newhart Show (1972-1977) como Martha Hartley. En los años setenta, Scott actúa en Bob Newhart's mother, el show de la CBS para la televisión, en The six million dollar man y The bionic woman, donde interpretaba a Helen, la madre de Lee Majors. También interpretó a la madre de Linda Gray en la serie Dallas.
Martha Scott tuvo una extraordinaria carrera, creando memorables roles, siendo recordada como una actriz de gran talento, sin embargo en nuestros días, su trabajo es poco difundido debido a que nunca fue considerada por los grandes estudios como una actriz destacada.

### Vida personal
En su vida personal, su primer matrimonio fue en 1940 con el productor de cine y radio Carlton Alsop, con quien tuvo un hijo cuyo nombre fue Carlton Scott Alsop. El segundo matrimonio fue con el músico, compositor y profesor universitario Mel Powell en 1946, este enlace duró 52 años, hasta la muerte de Powell en 1998. Tuvieron dos hijas, Mary y Kathleen Powell.
Martha Scott murió de causa natural, el 28 de mayo del 2003 en Van Nuys (California), a la edad de 90 años, siendo enterrada junto con su esposo Mel Powell. Se ha dedicado a Martha Scott una estrella en el Paseo de la Fama de Hollywood, junto al Fonda Theatre.

## Premios y distinciones
Premios Óscar
| Año  | Categoría    | Película            | Resultado |
| ---- | ------------ | ------------------- | --------- |
| 1941 | Mejor actriz | Sinfonía de la vida | Nominada  |